# Dulé Hill
Pour les articles homonymes, voir Hill.
Karim Dulé Hill,  plus connu sous le nom de Dulé Hill,  est un acteur américain d’origine jamaïcaine né le 3 mai 1975 à Orange, dans le New Jersey (États-Unis).

## Biographie

### Carrière
Il est surtout connu pour deux rôles : celui de Charlie Young, l'assistant personnel du président démocrate Josiah « Jed » Bartlet dans la série À la Maison-Blanche et celui de Burton Guster dans la série Psych : Enquêteur malgré lui.

### Vie privée
Il a épousé l'actrice Nicole Lyn en 2004. Il a demandé la séparation en 2012 en invoquant des différends irréconciliables. Le 14 avril 2017, il s'est fiancée à sa petite amie et co-star de Psych, Jazmyn Simon, ils se sont mariés au début de 2018.

## Filmographie

### Cinéma
- 1988 : Good Old Boy: A Delta Boyhood : Robert E. Lee
- 1999 : Elle est trop bien (She's All That) : Preston
- 2000 : Les Chemins de la dignité (Men of Honor) : Red Tail
- 2003 : La Morsure du lézard (Holes) : Sam the Onion Man
- 2005 : Sexual Life : Jerry
- 2005 : Edmond : Sharper
- 2006 : Coast Guards (The Guardian) : Ken Weatherly
- 2007 : Whisper : L'inspecteur Miles
- 2008 : Remarkable Power de Brandon Beckner : Reggie
- 2012 : Gayby de Jonathan Lisecki : Adam
- 2015 : Gravy de James Roday : Delroy
- 2017 : Sleight : Angelo
- 2021 : Locked Down de Doug Liman

### Télévision

#### Séries télévisées
- 1993 : CityKids (en) : John
- 1994 : Revocator (en) (Sugar Hill) de Leon Isacho (en) : Roemello Skuggs (à 17 ans)
- 1999–2006 : À la Maison-Blanche (The West Wing) : Charlie Young (rôle principal - 137 épisodes)
- 2006–2014 : Psych : Enquêteur malgré lui (Psych) : Burton « Gus » Guster (rôle principal - 120 épisodes)
- 2015–2017 : Ballers : Larry Siefert, le GM des Miami Dolphins (rôle récurrent - 22 épisodes)
- 2017 : Doubt : Affaires douteuses : Albert Cobb (rôle principal - 13 épisodes)
- 2017–2019 : Suits : Avocats sur mesure : Alex Williams (rôle principal - 35 épisodes)
- 2021 : Les Années coup de cœur : Bill Williams (9 épisodes)
- 2025 : Good American Family : Brandon Drysdale

#### Téléfilms
- 1997 : The Ditchdigger's Daughters : Donald (jeune)
- 1997 : Color of Justice : Kameel
- 1999 : Love Songs : Leroy (partie : A Love Song for Dad)
- 2004 : Magnitude 10,5 : Owen Hunter
- 2017 : Psych: The Movie : Burton « Gus » Guster
- 2020 : Psych 2: Lassie Come Home : Burton « Gus » Guster
- 2021 : Psych 3: This Is Gus : Burton « Gus » Guster

## Distinctions

### Récompenses
- 7e cérémonie des Screen Actors Guild Awards 2001 : Meilleure distribution pour une série télévisée dramatique pour À la Maison-Blanche (The West Wing) (1999/2006) partagé avec Allison Janney, Moira Kelly, Rob Lowe, Janel Moloney, Richard Schiff, Martin Sheen, John Spencer et Bradley Whitford.
- 8e cérémonie des Screen Actors Guild Awards 2002 : Meilleure distribution pour une série télévisée dramatique pour À la Maison-Blanche (The West Wing) (1999/2006) partagé avec Stockard Channing, Allison Janney, Rob Lowe, Janel Moloney, Richard Schiff, Martin Sheen, John Spencer et Bradley Whitford.

### Nominations
- 2001 : NAACP Image Awards du meilleur acteur dans un second rôle dans une série télévisée dramatique pour À la Maison-Blanche (The West Wing) (1999/2006).
- 2002 : NAACP Image Awards du meilleur acteur dans un second rôle dans une série télévisée dramatique pour À la Maison-Blanche (The West Wing) (1999/2006).
- 54e cérémonie des Primetime Emmy Awards 2002 : Meilleur acteur dans un second rôle dans une série télévisée dramatique pour À la Maison-Blanche (The West Wing) (1999/2006).
- 9e cérémonie des Screen Actors Guild Awards 2003 : Meilleure distribution pour une série télévisée dramatique pour À la Maison-Blanche (The West Wing) (1999/2006) partagé avec Stockard Channing, Allison Janney, Rob Lowe, Joshua Malina, Janel Moloney, Mary-Louise Parker, Richard Schiff, Martin Sheen, John Spencer, Lily Tomlin et Bradley Whitford.
- 2004 : NAACP Image Awards du meilleur acteur dans un second rôle dans une série télévisée dramatique pour À la Maison-Blanche (The West Wing) (1999/2006).
- 10e cérémonie des Screen Actors Guild Awards 2004 : Meilleure distribution pour une série télévisée dramatique pour À la Maison-Blanche (The West Wing) (1999/2006) partagé avec Stockard Channing, Allison Janney, Joshua Malina, Janel Moloney, Richard Schiff, Martin Sheen, John Spencer et Bradley Whitford.
- 2005 : NAACP Image Awards du meilleur acteur dans un second rôle dans une série télévisée dramatique pour À la Maison-Blanche (The West Wing) (1999/2006).
- 2005 : NAACP Image Awards du meilleur acteur dans un téléfilm où une mini-série pour Magnitude 10,5 (1999/2006).
- 11e cérémonie des Screen Actors Guild Awards 2005 : Meilleure distribution pour une série télévisée dramatique pour À la Maison-Blanche (The West Wing) (1999/2006) partagé avec Stockard Channing, Kristin Chenoweth, Allison Janney, Joshua Malina, Mary McCormack, Janel Moloney, Richard Schiff, Martin Sheen, John Spencer, Lily Tomlin et Bradley Whitford.
- 12e cérémonie des Screen Actors Guild Awards 2006 : Meilleure distribution pour une série télévisée dramatique pour À la Maison-Blanche (The West Wing) (1999/2006) partagé avec Alan Alda, Kristin Chenoweth, Janeane Garofalo, Allison Janney, Joshua Malina, Mary McCormack, Janel Moloney, Teri Polo, Richard Schiff, Martin Sheen, Jimmy Smits, John Spencer et Bradley Whitford.
- 2008 : NAACP Image Awards du meilleur acteur dans une série télévisée comique pour Psych : Enquêteur malgré lui (Psych) (2006-2014).
- 2009 : NAACP Image Awards du meilleur acteur dans un second rôle dans une série télévisée comique pour Psych : Enquêteur malgré lui (Psych) (2006-2014) pour le rôle de Burton « Gus » Guster.
- 2010 : NAACP Image Awards du meilleur acteur dans une série télévisée comique pour Psych : Enquêteur malgré lui (Psych) (2006-2014).
- 2010 : NAMIC Vision Awards du meilleur acteur dans une série télévisée comique pour Psych : Enquêteur malgré lui (Psych) (2006-2014) pour le rôle de Burton « Gus » Guster.
- 2011 : NAACP Image Awards du meilleur acteur dans une série télévisée comique pour Psych : Enquêteur malgré lui (Psych) (2006-2014) pour le rôle de Burton « Gus » Guster.
- 2012 : NAACP Image Awards du meilleur acteur dans une série télévisée comique pour Psych : Enquêteur malgré lui (Psych) (2006-2014) pour le rôle de Burton « Gus » Guster.
- 44e cérémonie des NAACP Image Awards 2013 : Meilleur acteur dans une série télévisée comique pour Psych : Enquêteur malgré lui (Psych) (2006-2014) pour le rôle de Burton « Gus » Guster.
- 45e cérémonie des NAACP Image Awards 2014 : Meilleur acteur dans une série télévisée comique pour Psych : Enquêteur malgré lui (Psych) (2006-2014) pour le rôle de Burton « Gus » Guster.
- 2018 : Black Reel Awards for Television du meilleur acteur dans un téléfilm pour Psych: The Movie (2017) pour le rôle de Burton « Gus » Guster.
- 2021 : Black Reel Awards for Television du meilleur acteur dans un téléfilm pour Psych 2: Lassie Come Home (2020) pour le rôle de Burton « Gus » Guster.